# Domenico Campana
Domenico Campana (Reggio Calabria, 24 febbraio 1929 – Roma, 9 settembre 2022) è stato uno scrittore, sceneggiatore, regista e giornalista italiano.

## Biografia
Nato a Reggio Calabria da una famiglia di ferrovieri, si mosse coi genitori dapprima a Bologna e dagli anni '30 a Milano, dove compì gli studi classici. Iscrittosi alla facoltà di Medicina, abbandonò presto gli studi per seguire la carriera letteraria. Personalità eclettica, è stato reporter, inviato, scrittore di teatro, sceneggiatore televisivo, opinionista, romanziere e regista.
Dagli anni '80 fino alla morte ha vissuto e lavorato a Roma.
Fu inviato speciale del neonato settimanale "Gente", fondato nel 1957 da Edilio Rusconi. Iniziò la sua carriera di scrittore con il dramma I giorni dell’amore, vincitore nel 1963 del Premio Marzotto.
Dal 1980, con l'arrivo di Guglielmo Zucconi alla direzione del quotidiano "Il Giorno", Campana è invitato a far parte del gruppo di giornalisti (tra cui spiccano Massimo Franco, Massimo Fini, Gigi Moncalvo) che darà vita ad una nuova importante stagione del quotidiano milanese negli anni '80. 
Per Il Giorno Campana lavora a tutto campo, con reportages, interviste, elzeviri e come opinionista politico.
Inizia anche una regolare collaborazione con il quotidiano "Il Mattino" di Napoli.
È stato anche critico letterario e cinematografico per vari settimanali.
Tra i suoi esordi in RAI la collaborazione alla sceneggiatura de "Le mie prigioni" da Silvio Pellico, celebre miniserie di Sandro Bolchi (1968). In seguito ha girato una lunga serie di inchieste televisive, tra cui spiccano Teatro inchiesta: Il grande raduno, sulla mafia italo-americana, Primo piano: Dentro la Polonia, sulla Varsavia di Jaruzelskj, De Gasperi e Togliatti, Profilo di Paolo VI, Sulla cresta dell'onda, I mistici cristiani.
Dal 1972 e per trent'anni è stato autore e regista di diversi sceneggiati e film per la televisione.

## Opere principali
Per la RAI ha scritto e diretto tra gli altri gli sceneggiati
• Il bivio (1972)
• Il dipinto (1974)
• La mia vita con Daniela (1979)
• Paura sul mondo (1979), tratto dal romanzo "L'uomo è forte"  di Corrado Alvaro
e i film 
• Racconto d’autunno, da Tommaso Landolfi (1980); premio per la migliore sceneggiatura al MystFest - Festival Internazionale del Giallo e del Mistero di Cattolica (1981)
• La stagione delle piogge (1984)
• Comprarsi la vita (1989)
Narrativa:
- Promessi in USA, prefazione di Alberto Bevilacqua, Milano, Bietti, 1974; Trofeo Palma d'oro per la Letteratura Umoristica al XXVII Salone Internazionale dell'Umorismo di Bordighera 1974.
- Memorie del crudele inverno, Milano, Rusconi, 1979
- La stanza dello scirocco, Palermo, Sellerio, 1986; giunto nel 2003 alla 8ª edizione[2]; traduzione francese: A l'abri du scirocco, Paris, Liana Levi, 1999[3]
- L'isola delle femmine, Torino, Einaudi, 1991; traduzione tedesca: Das Leuchten der Sirene: ein Roman aus dem alten Sizilien, München, Knaur, 1995[4]
- Zeno di Nomadelfia: un profeta scomodo, nota introduttiva di Nilde Iotti, Torino, Edizioni paoline, 1991
- I giardini della Favorita, Torino, Einaudi, 1992
- Tu notte che conduci, Milano, Bompiani, 1994
- Pietà per le belle, Milano, Mondadori (2000)

in forma anonima ha inoltre dato alle stampe
- La rivolta, Milano, Baldini & Castoldi (1993)
- La riscossa, Milano, Rizzoli (1995)